# Cryptobiosella furcata
Cryptobiosella furcata là một loài Trichoptera trong họ Philopotamidae. Chúng phân bố ở miền Australasia.